# Liste des cantons de Vaucluse

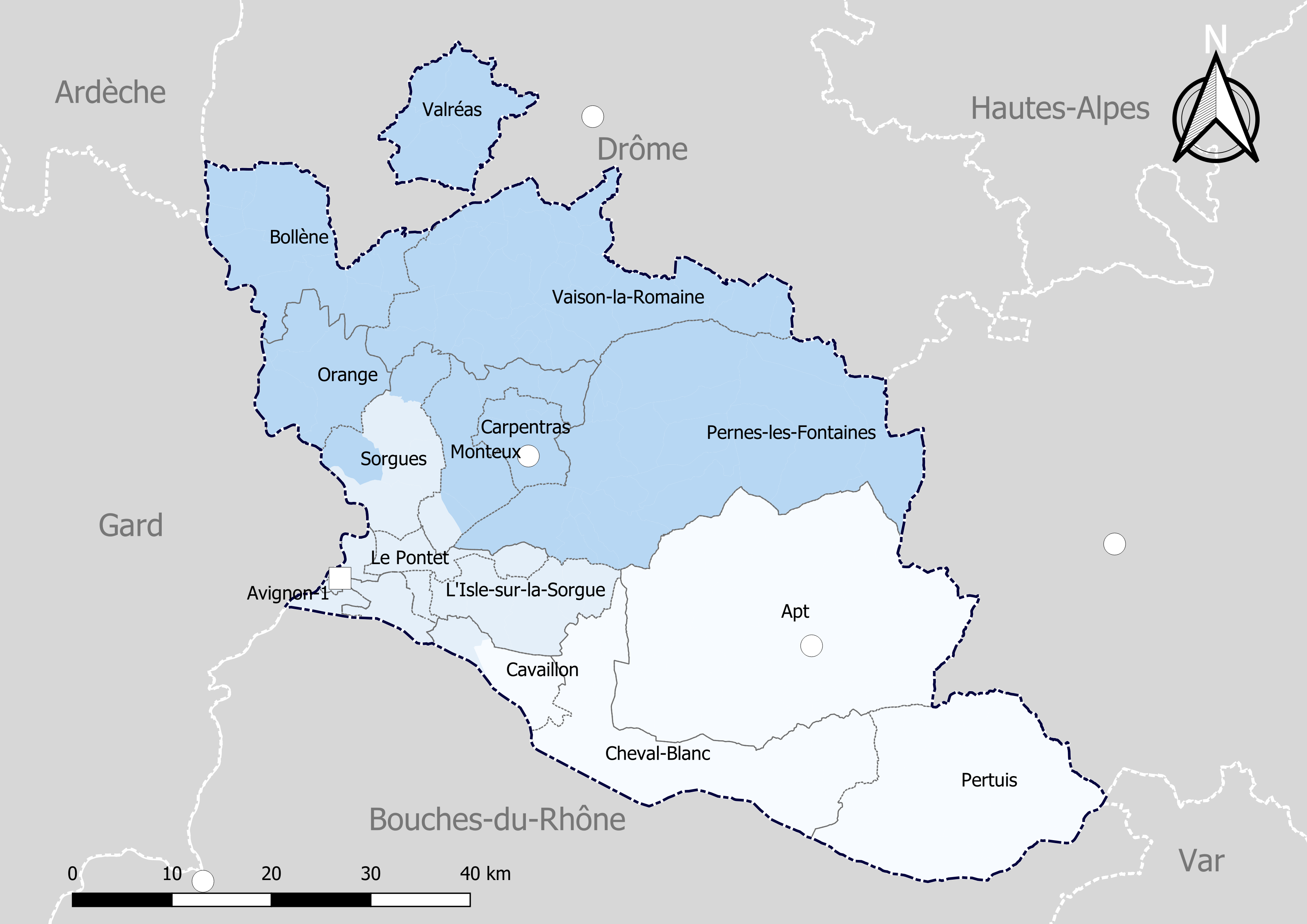
Découpage cantonal du département de Vaucluse, avec en surimpression les arrondissements (en nuances de bleu). Carte arrêtée au 1er janvier 2019.

Jusqu'en 2015, le département de Vaucluse comptait 24 cantons. Après le redécoupage cantonal de 2014, le Vaucluse ne compte plus que 17 cantons.

## Redécoupage cantonal de 2014
Dans la poursuite de la réforme territoriale engagée en 2010, l'Assemblée nationale adopte définitivement le 17 avril 2013 la réforme du mode de scrutin pour les élections départementales destinée à garantir la parité hommes/femmes. Les lois (loi organique 2013-402 et loi 2013-403) sont promulguées le 17 mai 2013. Un nouveau découpage territorial est défini par décret du 25 février 2014 pour le département de Vaucluse. Celui-ci entre en vigueur lors du premier renouvellement général des assemblées départementales suivant la publication du décret, prévu en mars 2015, remplaçant les élections cantonales de 2014 et 2017. Les conseillers départementaux sont élus au scrutin majoritaire binominal mixte. Les électeurs de chaque canton éliront au Conseil départemental, nouvelle appellation des Conseils généraux, deux membres de sexe différent, qui se présenteront en binôme de candidats. Les conseillers départementaux seront élus pour 6 ans au scrutin binominal majoritaire à deux tours, l'accès au second tour nécessitant 10 % des inscrits au 1er tour. En outre, la totalité des conseillers départementaux est renouvelée.
Ce nouveau mode de scrutin nécessite un redécoupage des cantons dont le nombre est divisé par deux avec arrondi à l'unité impaire supérieure si ce nombre n'est pas entier impair et avec des conditions de seuils minimaux de Vaucluse le nombre de cantons passe ainsi de 24 à 17.
Les critères du remodelage cantonal sont les suivants : le territoire de chaque canton doit être défini sur des bases essentiellement démographiques, le territoire de chaque canton doit être continu et les communes de moins de 3 500 habitants sont entièrement comprises dans le même canton. Il n’est fait référence, ni aux limites des arrondissements, ni à celles des circonscriptions législatives.
Conformément à de multiples décisions du Conseil constitutionnel depuis 1985 et notamment sa décision no 2010-618 DC du 9 décembre 2010, il est admis que le principe d’égalité des électeurs au regard des critères démographiques est respecté lorsque le ratio conseiller/habitant de la circonscription est compris dans une fourchette de 20 % de part et d'autre du ratio moyen conseiller/habitant du département. Pour le département de Vaucluse, la population de référence est la population légale en vigueur au 1er janvier 2013, à savoir la population millésimée 2010, soit 543 105 habitants. Avec 17 cantons la population moyenne par conseiller départemental est de 31 947 habitants. Ainsi la population de chaque nouveau canton doit-elle être comprise entre 25 558 habitants et 38 337 habitants pour respecter le principe de l'égalité citoyenne au vu des critères démographiques.

### Composition détaillée
| N° | Nom du canton        | Bureau centralisateur | Population (2022) | Nombre de communes   | Communes composant le canton |
| -- | -------------------- | --------------------- | ----------------- | -------------------- | --- |
| 1  | Apt                  | Apt                   | 30 409            | 27                   | Apt, Auribeau, Beaumettes, Bonnieux, Buoux, Caseneuve, Castellet, Gargas, Gignac, Gordes, Goult, Joucas, Lacoste, Lagarde-d'Apt, Lioux, Ménerbes, Murs, Oppède, Roussillon, Rustrel, Saignon, Saint-Martin-de-Castillon, Saint-Pantaléon, Saint-Saturnin-lès-Apt, Sivergues, Viens, Villars. |
| 2  | Avignon-1            | Avignon               | 29 097            | fraction Avignon     | Partie de la commune d'Avignon située à l'ouest et au sud d'une ligne définie par l'axe des voies et limites suivantes : depuis la limite territoriale de la commune des Angles, ligne de chemin de fer d'Avignon à Miramas, canal de Champfleury depuis son extrémité, avenue Eisenhower, avenue Étienne-Martelange, avenue Monclar, rue Universelle, avenue Saint-Ruf, ligne de chemin de fer d'Avignon à Miramas, avenue Pierre-Semard, rond-point de la route de Marseille, chemin de l'Amandier, avenue de la Croix-Rouge, chemin des Bonnes-Huiles, chemin de la Grande-Chaussée, chemin des Pêcheraies, rue de la Garance, allée Saint-Martial, avenue du Moulin-de-Notre-Dame, avenue de la Bouquetière, canal Puy au niveau de l'extrémité de l'avenue de la Bouquetière, avenue de Tarascon, jusqu'à la limite territoriale de la commune de Rognonas. |
| 3  | Avignon-2            | Avignon               | 32 921            | fraction Avignon     | Partie de la commune d'Avignon située au nord d'une ligne définie par l'axe des voies et limites suivantes : depuis la limite territoriale de la commune des Angles, ligne de chemin de fer d'Avignon à Miramas, canal de Champfleury depuis son extrémité, avenue Eisenhower, avenue Etienne-Martelange, avenue Monclar, rue Universelle, place Saint-Ruf, avenue Saint-Ruf, ligne de chemin de fer d'Avignon à Miramas, ligne de chemin de fer de Paris à Marseille, avenue de la Folie, ligne droite perpendiculaire à la rue Konrad-Adenauer, rue Konrad-Adenauer, rue Emile-Picard, rue des Frères-Lumière, chemin du Pont-des-Deux-Eaux, avenue de la Folie, rue Vincent-Van-Gogh, rue Jean-Claude-Cundier, ligne droite dans le prolongement de la rue Jean-Claude-Cundier jusqu'à la rue Mélinée-et-Missak-Manouchian, avenue de la Folie, rond-point, rue Pierre-Mendès-France, rond-point, avenue de l'Amandier, carrefour de Réalpanier, jusqu'à la limite territoriale de la commune du Pontet. |
| 4  | Avignon-3            | Avignon               | 38 738            | 1 + fraction Avignon | 1. La commune de Morières-lès-Avignon. 2. La partie de la commune d'Avignon non incluse dans les cantons d'Avignon-1 et d'Avignon-2. |
| 5  | Bollène              | Bollène               | 31 943            | 9                    | Bollène, Lagarde-Paréol, Lamotte-du-Rhône, Lapalud, Mondragon, Mornas, Sainte-Cécile-les-Vignes, Sérignan-du-Comtat, Uchaux. |
| 6  | Carpentras           | Carpentras            | 39 297            | 3                    | Aubignan, Carpentras, Loriol-du-Comtat. |
| 7  | Cavaillon            | Cavaillon             | 31 389            | 2                    | Caumont-sur-Durance, Cavaillon. |
| 8  | Cheval-Blanc         | Cheval-Blanc          | 32 192            | 14                   | Cabrières-d'Avignon, Cadenet, Cheval-Blanc, Cucuron, Lagnes, Lauris, Lourmarin, Maubec, Mérindol, Puget, Puyvert, Robion, Taillades, Vaugines. |
| 9  | L'Isle-sur-la-Sorgue | L'Isle-sur-la-Sorgue  | 34 163            | 5                    | Châteauneuf-de-Gadagne, Fontaine-de-Vaucluse, L'Isle-sur-la-Sorgue, Saumane-de-Vaucluse, Le Thor. |
| 10 | Monteux              | Monteux               | 36 829            | 7                    | Althen-des-Paluds, Beaumes-de-Venise, Caromb, Entraigues-sur-la-Sorgue, Monteux, Saint-Hippolyte-le-Graveyron, Sarrians. |
| 11 | Orange               | Orange                | 37 577            | 3                    | Caderousse, Orange, Piolenc. |
| 12 | Pernes-les-Fontaines | Pernes-les-Fontaines  | 35 236            | 21                   | Aurel, Le Beaucet, Bédoin, Blauvac, Crillon-le-Brave, Flassan, Malemort-du-Comtat, Mazan, Méthamis, Modène, Monieux, Mormoiron, Pernes-les-Fontaines, La Roque-sur-Pernes, Saint-Christol, Saint-Didier, Saint-Pierre-de-Vassols, Saint-Trinit, Sault, Venasque, Villes-sur-Auzon. |
| 13 | Pertuis              | Pertuis               | 39 307            | 15                   | Ansouis, La Bastide-des-Jourdans, La Bastidonne, Beaumont-de-Pertuis, Cabrières-d'Aigues, Grambois, Mirabeau, La Motte-d'Aigues, Pertuis, Peypin-d'Aigues, Saint-Martin-de-la-Brasque, Sannes, La Tour-d'Aigues, Villelaure, Vitrolles-en-Luberon. |
| 14 | Le Pontet            | Pontet                | 39 730            | 5                    | Jonquerettes, Le Pontet, Saint-Saturnin-lès-Avignon, Vedène, Velleron. |
| 15 | Sorgues              | Sorgues               | 38 054            | 5                    | Bédarrides, Châteauneuf-du-Pape, Courthézon, Jonquières, Sorgues. |
| 16 | Vaison-la-Romaine    | Vaison-la-Romaine     | 28 397            | 29                   | Le Barroux, Beaumont-du-Ventoux, Brantes, Buisson, Cairanne, Camaret-sur-Aigues, Crestet, Entrechaux, Faucon, Gigondas, Lafare, Malaucène, Puyméras, Rasteau, Roaix, La Roque-Alric, Sablet, Saint-Léger-du-Ventoux, Saint-Marcellin-lès-Vaison, Saint-Romain-en-Viennois, Saint-Roman-de-Malegarde, Savoillan, Séguret, Suzette, Travaillan, Vacqueyras, Vaison-la-Romaine, Villedieu, Violès. |
| 17 | Valréas              | Valréas               | 13 423            | 4                    | Grillon, Richerenches, Valréas, Visan. |
|    |                      |                       | 568 702           | 151                  | |

### Répartition par arrondissement
Contrairement à l'ancien découpage où chaque canton était inclus à l'intérieur d'un seul arrondissement, le nouveau découpage territorial s'affranchit des limites des arrondissements. Certains cantons peuvent être composés de communes appartenant à des arrondissements différents. Dans le département de Vaucluse, c'est le cas de trois cantons (Cheval-Blanc, Le Pontet et Vaison-la-Romaine).
Le tableau suivant présentait la répartition par arrondissement avant le 1er janvier 2017  :
| N° | Canton               | Apt | Avignon              | Carpentras | Total                |
| -- | -------------------- | --- | -------------------- | ---------- | -------------------- |
| 1  | Apt                  | 26  |                      |            | 26                   |
| 2  | Avignon-1            |     | fraction Avignon     |            | fraction Avignon     |
| 3  | Avignon-2            |     | fraction Avignon     |            | fraction Avignon     |
| 4  | Avignon-3            |     | 1 + fraction Avignon |            | 1 + fraction Avignon |
| 5  | Bollène              |     | 9                    |            | 9                    |
| 6  | Carpentras           |     |                      | 3          | 3                    |
| 7  | Cavaillon            | 2   |                      |            | 2                    |
| 8  | Cheval-Blanc         | 12  | 2                    |            | 14                   |
| 9  | L'Isle-sur-la-Sorgue |     | 5                    |            | 5                    |
| 10 | Monteux              |     |                      | 7          | 7                    |
| 11 | Orange               |     | 3                    |            | 3                    |
| 12 | Pernes-les-Fontaines |     |                      | 21         | 21                   |
| 13 | Pertuis              | 15  |                      |            | 15                   |
| 14 | Le Pontet            |     | 4                    | 1          | 5                    |
| 15 | Sorgues              |     | 5                    |            | 5                    |
| 16 | Vaison-la-Romaine    |     | 3                    | 26         | 29                   |
| 17 | Valréas              |     | 4                    |            | 4                    |
|    |                      | 56  | 37                   | 58         | 151                  |

## Historique

### Généralités
La loi du 22 décembre 1789 divise la France en communes, cantons, districts et départements. Supprimé en juin 1793 par la Convention, le canton est rétabli par la constitution du 26 octobre 1795, instituant le Directoire.
Jusqu'en 1795, les cantons ne sont qu'une circonscription électorale, et un ressort judiciaire élémentaire, celui de la justice de paix. Du 1er vendémiaire an VII (22 septembre 1798) au 28 pluviôse an VIII (17 février 1800), en vertu de la loi du 13 fructidor an VI (30 août 1798), les mariages furent célébrés au chef-lieu de canton, et non plus dans la commune.
Lors de leur création en 1790, les cantons étaient bien plus nombreux qu'aujourd'hui (entre 40 et 60 selon les départements). Leur nombre fut réduit notablement (entre 30 et 50) par la loi du 8 pluviôse an IX (28 janvier 1801) intitulée « loi portant réduction du nombre de justices de paix ».
Le Vaucluse comportait 45 cantons en 1790. Il n'en subsiste que 22 après la loi du 8 pluviôse. En 1926 la refonte des arrondissements de Vaucluse aboutit à une nouvelle répartition des cantons. Depuis 1973, avec la création de deux nouveaux cantons (Avignon-Est et Avignon-Ouest), le département de Vaucluse compte 24 cantons.

### Cantons de 1790

#### District d'Apt
De 1790 à 1793 le district d'Apt fait partie du département des Bouches-du-Rhône et de 1793 à 1800 du département de Vaucluse. Il est composé de neuf cantons totalisant une population de 23 354 habitants en 1793 et 22 671 en 1800.
- Canton d'Apt
- Canton de la Bastide-des-Jourdans : La Bastide-des-Jourdans, Beaumont-de-Pertuis, Grambois et Vitrolles-en-Luberon.
- Canton de Bonnieux
- Canton de Cadenet : Cadenet, Lauris, Lourmarin, Mérindol, Puget et Puyvert.
- Canton de Cucuron : Ansouis, Cabrières-d'Aigues, Cucuron, La Motte-d'Aigues, Sannes et Vaugines.
- Canton de Gordes
- Canton de Pertuis : Pertuis, Villelaure.
- Canton de Saint-Saturnin
- Canton de La Tour-d'Aigues : La Bastidonne, Mirabeau, Peypin-d'Aigues, Saint-Martin-de-la-Brasque et La Tour-d'Aigues.

#### District d'Avignon
Avignon et le Comtat Venaissin furent rattachés à la France le 14 septembre 1791. Le 28 mars 1792, ces territoires formèrent deux nouveaux districts, Avignon dans les Bouches-du-Rhône et Carpentras dans la Drôme. Le 12 août 1793 fut créé le département de Vaucluse auquel fut rattaché le district d'Avignon. Il est composé de neuf cantons totalisant une population de 41 561 habitants en 1793 et 39 085 en 1800.
- Canton d'Avignon
- Canton de Caumont-sur-Durance
- Canton de Cavaillon
- Canton de Entraigues-sur-la-Sorgue
- Canton de l'Isle
- Canton de Lagnes
- Canton de Roubion
- Canton de Sorgues
- Canton de Le Thor

#### District de Carpentras
Le Comtat Venaissin fut rattaché à la France le 14 septembre 1791. Le 28 mars 1792 le district de Carpentras est situé dans la Drôme. Le 12 août 1793 fut créé le département de Vaucluse auquel fut rattaché le district de Carpentras. Il est composé de quinze cantons totalisant une population de 38 620 habitants en 1793 et 37 692 en 1800.
- Cantons d'Aubignan
- Cantons de Beaumes
- Cantons de Bedoin
- Cantons de Caromb
- Cantons de Carpentras
- Cantons de Malaucène
- Cantons de Mazan
- Cantons de Monteux
- Cantons de Mourmoiron
- Cantons de Pernes
- Cantons de Sarrians
- Cantons de Sault
- Cantons de Vaison
- Cantons de Venasque
- Cantons de Villedieu

#### District d'Orange
En 1790 le district d'Orange fait partie du département de la Drôme puis des Bouches-du-Rhône de 1790 à 1793 et enfin de Vaucluse de 1793 à 1795. Il est composé de neuf cantons totalisant une population de 22 044 habitants en 1793 et 21 696 en 1800.
- Canton de Bollene
- Canton de Camaret
- Canton de Cecile
- Canton de Courthezon
- Canton de Mondragon
- Canton d'Orange
- Canton de Rochegude
- Canton de Valréas
- Canton de Visan

### Cantons de 1800 à 1926
Le département de Vaucluse comprenait 22 cantons répartis entre quatre arrondissements :

#### arrondissement d'Apt
Il comportait cinq cantons :
- canton d'Apt : Apt, Auribeau, Caseneuve, Castellet, Gargas, Gignac, Lagarde, Rustrel, Saignon, Saint-Martin-de-Castillon, Saint-Saturnin-lès-Apt, Viens et Villars
- canton de Bonnieux :Bonnieux, Buoux, Lacoste, Ménerbes, Oppède et Sivergues
- canton de Cadenet : Cadenet, Cucuron, Lauris, Lourmarin, Mérindol, Puget, Puyvert, Vaugines, Villelaure
- canton de Gordes : Gordes, Beaumettes, Goult, Joucas, Lioux, Murs, Roussillon, Saint-Pantaléon
- canton de Pertuis : Pertuis, Ansouis, La Bastide-des-Jourdans, La Bastidonne, Beaumont, Cabrières-d'Aigues, Grambois, Mirabeau, La Motte-d'Aigues, Peypin-d'Aigues, Saint-Martin-de-la-Brasque, Sannes, La Tour-d'Aigues, Vitrolles

#### arrondissement d'Avignon
Il comportait cinq cantons :
- ancien canton d'Avignon-Nord : Avignon (partiellement) et Morières-lès-Avignon (Morières jusqu'en 1918) et Le Pontet (commune créée le 17 février 1925)
- ancien canton d'Avignon-Sud : Avignon (partiellement)
- canton de Bédarrides : Bédarrides, Courthézon, Sorgues et Vedène
- canton de Cavaillon : Cavaillon, Caumont, Cheval-Blanc, Maubec, Robion et Taillades
- L'Isle : L'Isle-sur-la-Sorgue (L'Isle jusqu'en 1890), Cabrières-d'Avignon (Cabrières jusqu'en 1918), Châteauneuf-de-Gadagne, Jonquerettes, Lagnes, Saint-Saturnin-lès-Avignon, Saumane-de-Vaucluse (Saumane jusqu'en 1920), Le Thor et Vaucluse

#### arrondissement de Carpentras
Il comportait cinq cantons :
- canton de Carpentras-Nord : Aubignan, Caromb, Carpentras (fraction de commune), Loriol-du-Comtat, Saint-Hippolyte-le-Graveyron et Sarrians.
- canton de Carpentras-Sud : Althen-des-Paluds, Carpentras (fraction de commune), Entraigues-sur-la-Sorgue, Mazan et Monteux.
- canton de Mormoiron : Bédoin, Blauvac, Crillon-le-Brave, Flassan, Malemort-du-Comtat, Méthamis, Modène, Mormoiron, Saint-Pierre-de-Vassols et Villes-sur-Auzon.
- Pernes : Le Beaucet, Pernes, La Roque-sur-Pernes, Saint-Didier, Velleron et Venasque.
- canton de Sault : Aurel, Monieux, Saint-Christol, Saint-Trinit et Sault.

#### arrondissement d'Orange
Il comportait sept cantons :
- Beaumes : Beaumes, Gigondas, Lafare, La Roque-Alric, Sablet, Suzette et Vacqueyras
- canton de Bollène,
- canton d'Orange-Est : Orange (partiellement), Camaret-sur-Aigues (Camaret jusqu'en 1918), Jonquières, Sérignan, Travaillan, Uchaux et Violès
- canton d'Orange-Ouest : Orange (partiellement), Caderousse, Châteauneuf-du-Pape (Châteauneuf-Calcernier jusqu'en 1893) et Piolenc
- canton de Malaucène : Le Barroux, Beaumont-du-Ventoux, Brantes, Entrechaux, Malaucène, Saint-Léger-du-Ventoux et Savoillan.
- canton de Vaison-la-Romaine : Buisson, Cairanne, Crestet, Faucon, Puyméras, Rasteau, Roaix, Saint-Marcellin-lès-Vaison, Saint-Romain-en-Viennois, Saint-Roman-de-Malegarde, Séguret, Vaison-la-Romaine et Villedieu.
- canton de Valréas : Valréas, Grillon, Richerenches et Visan

### Cantons de 1926 à 2015
En 1926 le département de Vaucluse ne comporte plus que trois arrondissements avec la disparition de l'arrondissement d'Orange. Le nombre de cantons reste de 22 jusqu'en 1973 avec la création des cantons d'Avignon-Est et Avignon-Ouest. Jusqu'en 2015, le Vaucluse compte donc 24 cantons.

#### Arrondissement d'Apt
Il comporte six cantons :
- canton d'Apt
- canton de Bonnieux
- canton de Cadenet
- canton de Cavaillon
- canton de Gordes
- canton de Pertuis

#### Arrondissement d'Avignon
Il comporte dix cantons :
- canton d'Avignon-Est (créé en 1973) : Avignon (partiellement)
- canton d'Avignon-Nord
- canton d'Avignon-Ouest (créé en 1973) : Avignon (partiellement)
- canton d'Avignon-Sud
- canton de Bédarrides
- canton de Bollène
- canton de l'Isle-sur-la-Sorgue
- canton d'Orange-Est
- canton d'Orange-Ouest
- canton de Valréas

#### Arrondissement de Carpentras
Il comporte huit cantons :
- canton de Beaumes-de-Venise
- canton de Carpentras-Nord
- canton de Carpentras-Sud
- canton de Malaucène
- canton de Mormoiron
- canton de Pernes-les-Fontaines
- canton de Sault
- canton de Vaison-la-Romaine